# Maleat isomerase
 Trong enzyme học, maleat isomerase (EC 5.2.1.1), hay maleat cis-tran isomerase, là enzyme thuộc siêu họ Asp /Glu racemase phát hiện ở vi khuẩn. Enzyme xúc tác cho quá trình đồng phân hóa cis-trans của liên kết đôi C2-C3 của maleat để tạo ra fumarate, là chất trung gian quan trọng trong chu trình axit citric. Sự hiện diện của một mercaptan ngoại sinh là cần thiết để xúc tác xảy ra.

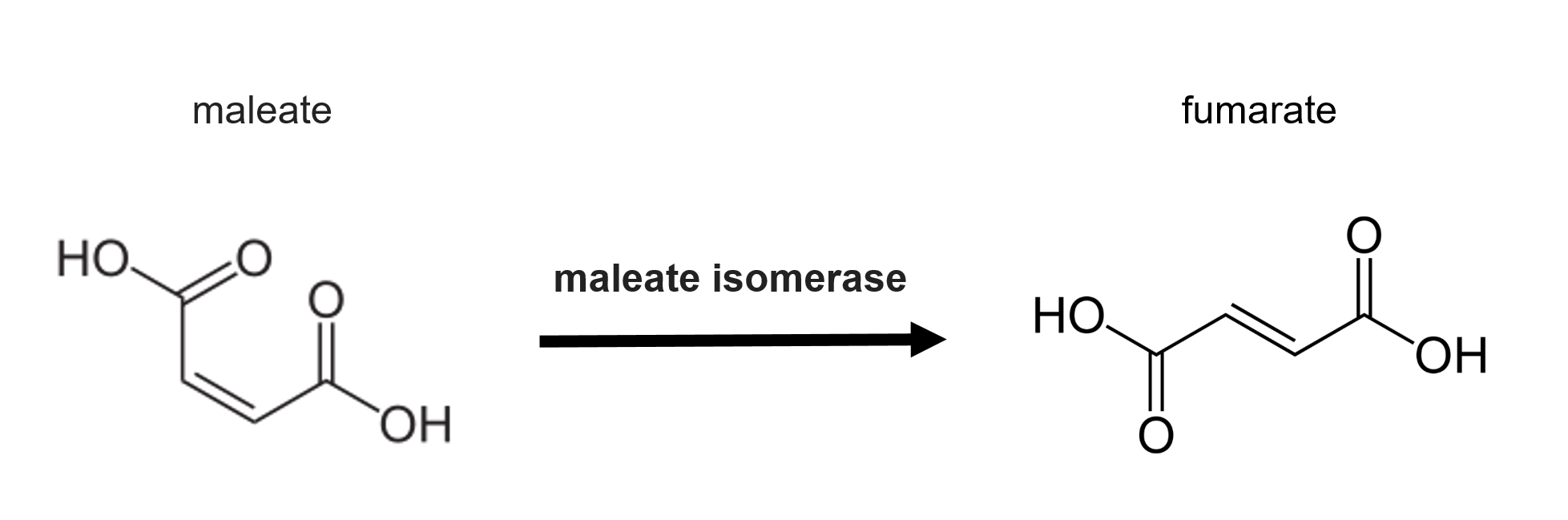
Minh họa về quá trình đồng phân hóa tổng thể được xúc tác bởi maleat isomerase

maleat isomerase tham gia vào quá trình chuyển hóa butanoate và chuyển hóa nicotin và nicotinamide. Đây là một enzyme thiết yếu cho bước cuối cùng của quá trình thoái hóa axit nicotinic. Gần đây, maleat isomerase được nghiên cứu trong công nghiệp nhằm phân hủy chất thải thuốc lá. Enzyme cũng được nghiên cứu để sản xuất axit aspartic và axit maleic.
Isomerase maleat được nhiều loài vi khuẩn sử dụng, bao gồm Pseudomonas fluorescens, Alcaligenes faecalis, Bacillus stearothermophilus, Serratia marcescens  , Pseudomonas putida  và Nocardia farcinica. Enzyme có trọng lượng phân tử 74.000 u.

## Công nghiệp
maleat isomerase được sử dụng để sản xuất axit fumaric, nguyên liệu quan trọng cho phản ứng trùng hợp và phản ứng ester hóa, từ quá trình đồng phân hóa axit maleic. Nguyên liệu đầu vào là anhydride maleic.
Axit maleic chuyển đổi thành axit fumaric bằng phản ứng đồng phân cis-trans hóa sử dụng nhiệt hoặc xúc tác. Tuy nhiên, các phương pháp chuyển đổi này xảy ra ở nhiệt độ cao gây ra sự hình thành các sản phẩm phụ từ axit maleic và fumaric. Do đó, sản lượng thấp hơn so với dự tính. Vấn đề này là động lực chính cho chiến lược thay thế enzyme với maleat isomerase sẽ tạo điều kiện cho quá trình đồng phân hóa mà không tạo ra sản phẩm phụ.
Ngay cả ở nhiệt độ thường, maleat isomease tự nhiên không ổn định. Vì lý do đó, các đồng phân maleat bền nhiệt đang được nghiên cứu và ứng dụng. Ví dụ, các đồng phân maleat ổn định nhiệt có nguồn gốc từ Bacillus stearothermophilus, Bacillus brevis và Bacillus sporothermodurans đã được sử dụng để cải thiện quá trình. Trong một nghiên cứu sử dụng Pseudomonas alcaligenes XD-1, hiệu suất chuyển đổi từ axit maleic thành axit fumaric có thể đạt được tới 95%.